# Waschhaus (Chalou-Moulineux)

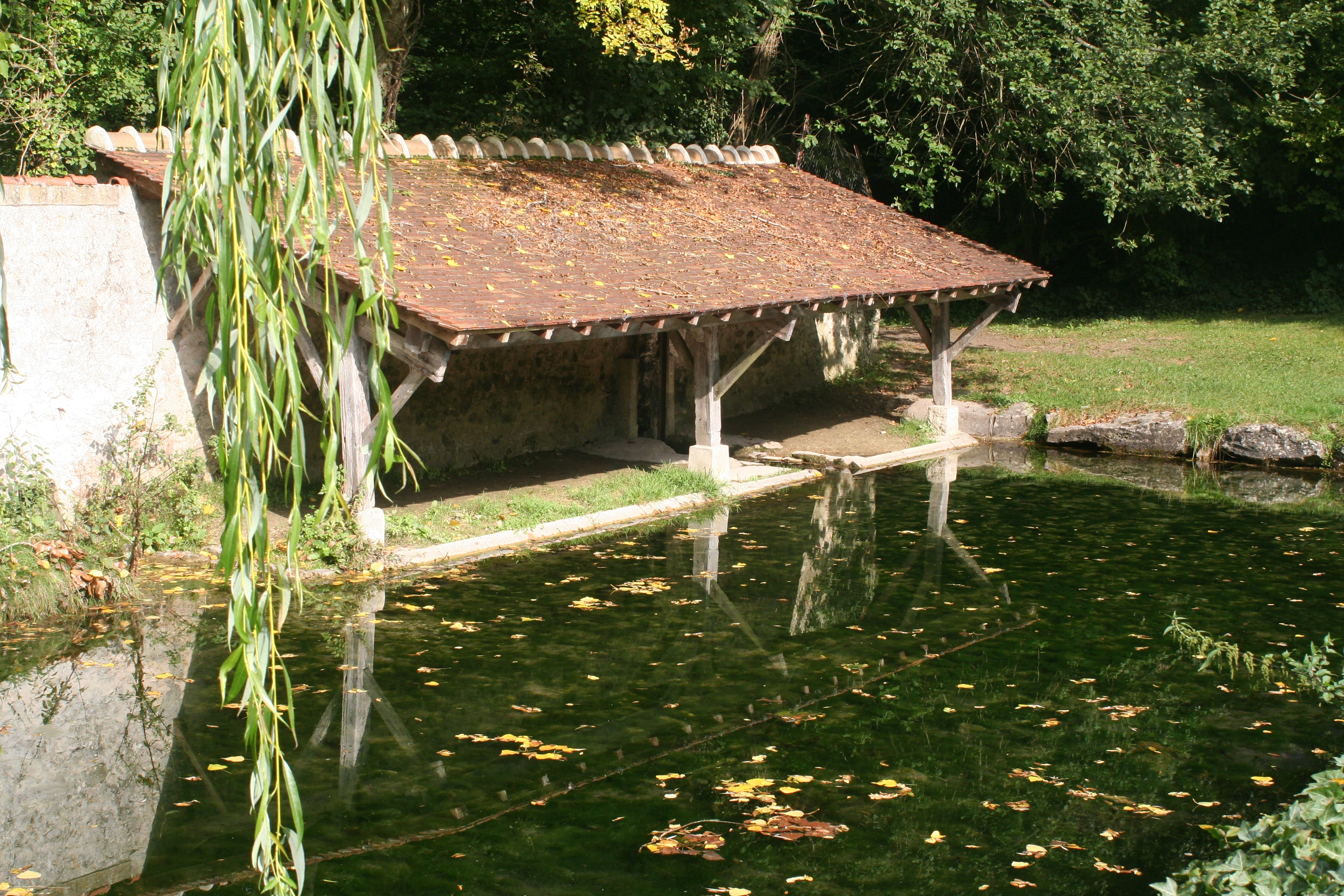
Waschhaus in Chalou-Moulineux

Das Waschhaus (französisch lavoir) in Chalou-Moulineux, einer französischen Gemeinde im Département Essonne in der Region Île-de-France, wurde im 19. Jahrhundert errichtet.  
Das öffentliche Waschhaus mit Pultdach wird von einem Brunnen mit Wasser versorgt.